# طوني بنتلي
طوني بنتلي (بالإنجليزية: Tony Bentley)‏ 20 ديسمبر 1939 في ستوك أون ترينت، إنجلترا، هو لاعب كرة قدم إنجليزي سابق كان يلعب كمدافع. لعب خلال مسيرته 424 مباراة سجل خلالها 29 هدفاً.